# 大村家住宅 (内子町)
大村家住宅（おおむらけじゅうたく）は、愛媛県喜多郡内子町内子2892にある建築物。主屋と裏座敷が重要文化財。八日市護国重要伝統的建造物群保存地区内にある。

## 歴史

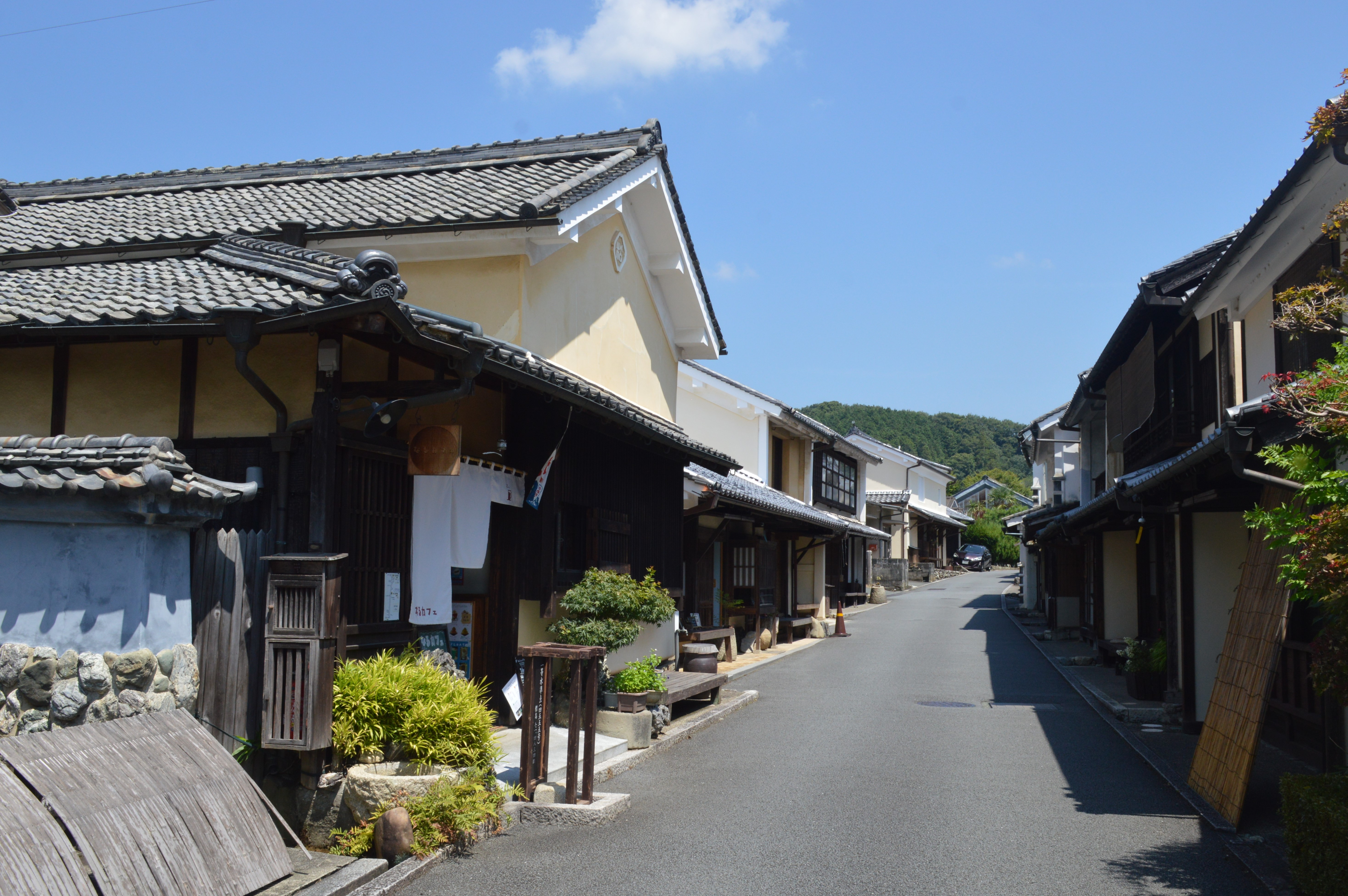
八日市護国の町並み

内子は江戸時代から大洲和紙や木蝋の生産で栄えた町である。大村家は大和屋の屋号を持つ商家であり、江戸時代後期の寛政年間（1789年～1801年）に大村家の主屋が建てられた。主屋は白漆喰壁に虫籠窓が設けられた町家である。寛政5年（1793年）竣工の旧米岡家住宅（現・町家資料館）と並び、内子の町並みで最も古い建物のひとつである。
慶応2年（1866年）には木小屋が、1870年（明治3年）には雪隠が、1882年（明治15年）には藍蔵が、1885年（明治18年）には裏座敷・釜場・井戸場が建てられた。明治時代中期には染物商などを営んでおり、その後は大正初期まで生糸の製造に携わっていた。
1982年（昭和57年）、八日市護国が四国で初めて重要伝統的建造物群保存地区に選定された。1990年（平成2年）9月11日、重要文化財に指定された。なお、八日市護国では同時に上芳我家住宅、本芳我家住宅も重要文化財に指定されている。2009年（平成21年）から2012年（平成24年）には大規模な保存修理工事が行われ、建築当初の姿に復原された。

## 建築
- 主屋 - 木造2階建、切妻造、桟瓦葺[3]。桁行10.7m、梁間10.9m[3]。
- 裏座敷 - 木造2階建、切妻造、桟瓦葺[4]。桁行7.0m、梁間5.7m[4]。